# Magoua
Le magoua est une variété régionale du français québécois basilectal parlée entre Trois-Rivières et Maskinongé. Comme ethnonyme, Magoua désigne les descendants des anciens coureurs de bois, ces « Indiens blancs », qui ont squatté la région dès 1615, soit bien avant que la France ne songe à une présence militaire en ces lieux. Le premier fort avec des habitations bourgeoises n'y sera construit qu'en 1634, reléguant les Magouas dans les faubourgs.